# Cephalanthera kurdica
Céphalanthère kurde
Espèce
Cephalanthera kurdica, la Céphalanthère kurde, est une espèce de plantes à fleurs de la famille des Orchidaceae et du genre Cephalanthera, originaire du Moyen-Orient.

## Taxonomie
L'espèce est décrite et classée dans le genre Cephalanthera sous le nom binominal Cephalanthera kurdica par Fritz Kränzlin en 1895, à partir des travaux de Joseph Friedrich Nicolaus Bornmüller,,.
Cephalanthera kurdica a pour synonymes :
- Cephalanthera andrusi Post[2],[3]
- Cephalanthera cucullata subsp. floribunda (Woronow) H.Sund.[2],[3]
- Cephalanthera cucullata subsp. kurdica (Bornm. ex Kraenzl.) H.Sund.[2],[3]
- Cephalanthera cucullata var. kurdica (Bornm. ex Kraenzl.) Bornm.[3]
- Cephalanthera floribunda Woronow[2],[3]
- Cephalanthera kurdica subsp. floribunda (Woronow) Soó[3]
- Serapias kurdica (Bornm. ex Kraenzl.) A.A.Eaton[2],[3]

Elle est appelée en français « Céphalanthère kurde », en allemand kurdisches Waldvögelein, en néerlandais Kurdische bosvogeltje, en russe пыльцеголовник курдский, en turc kurtkuşçuğu.

## Description
Ses bractées foliaires sont d'un vert bleuté, courtes, dressées, étroites et lancéolées. L'inflorescence est en épi pyramidal, d'un rose pâle à violacé. Le labelle est lavé de blanc.

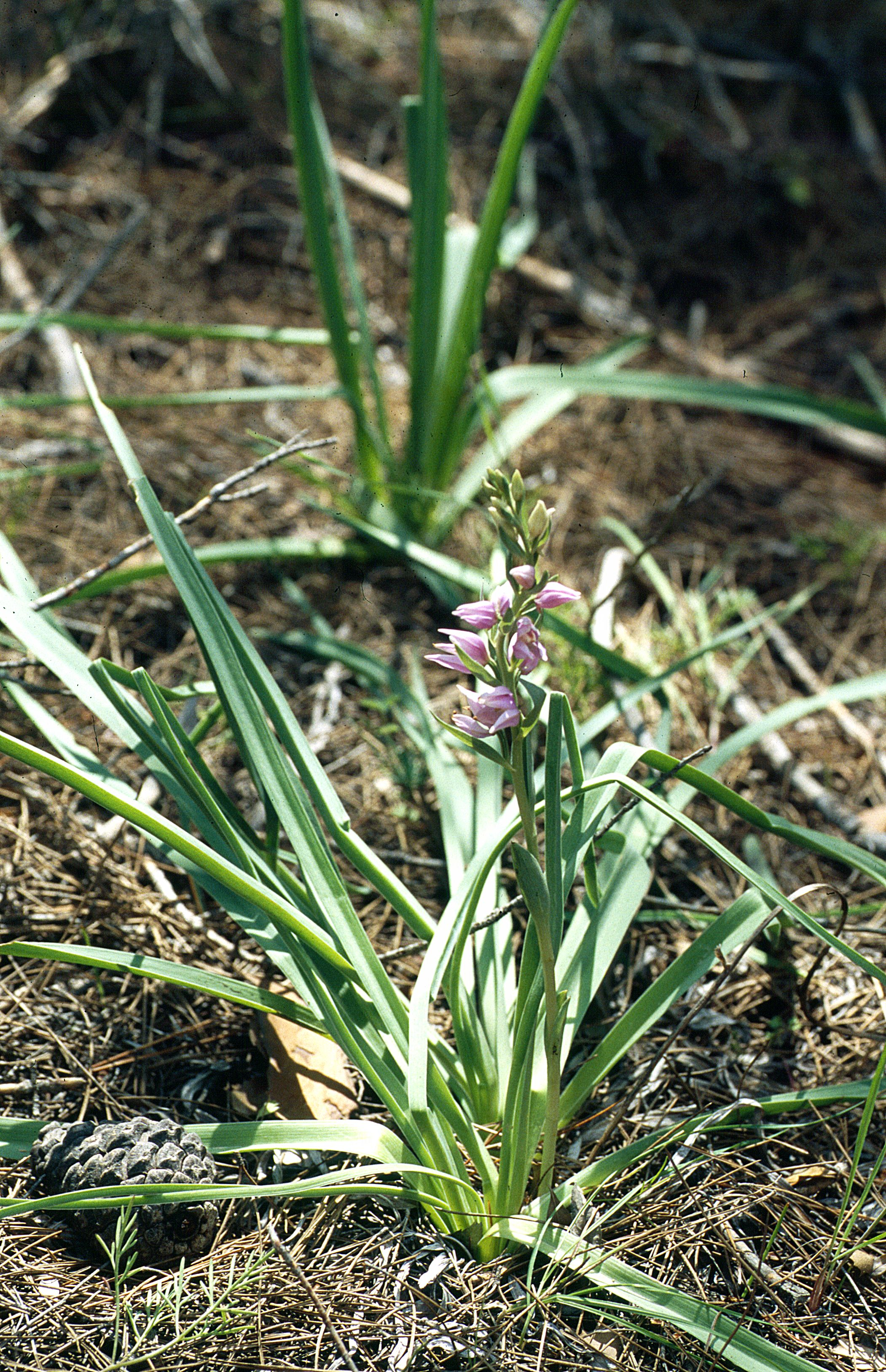
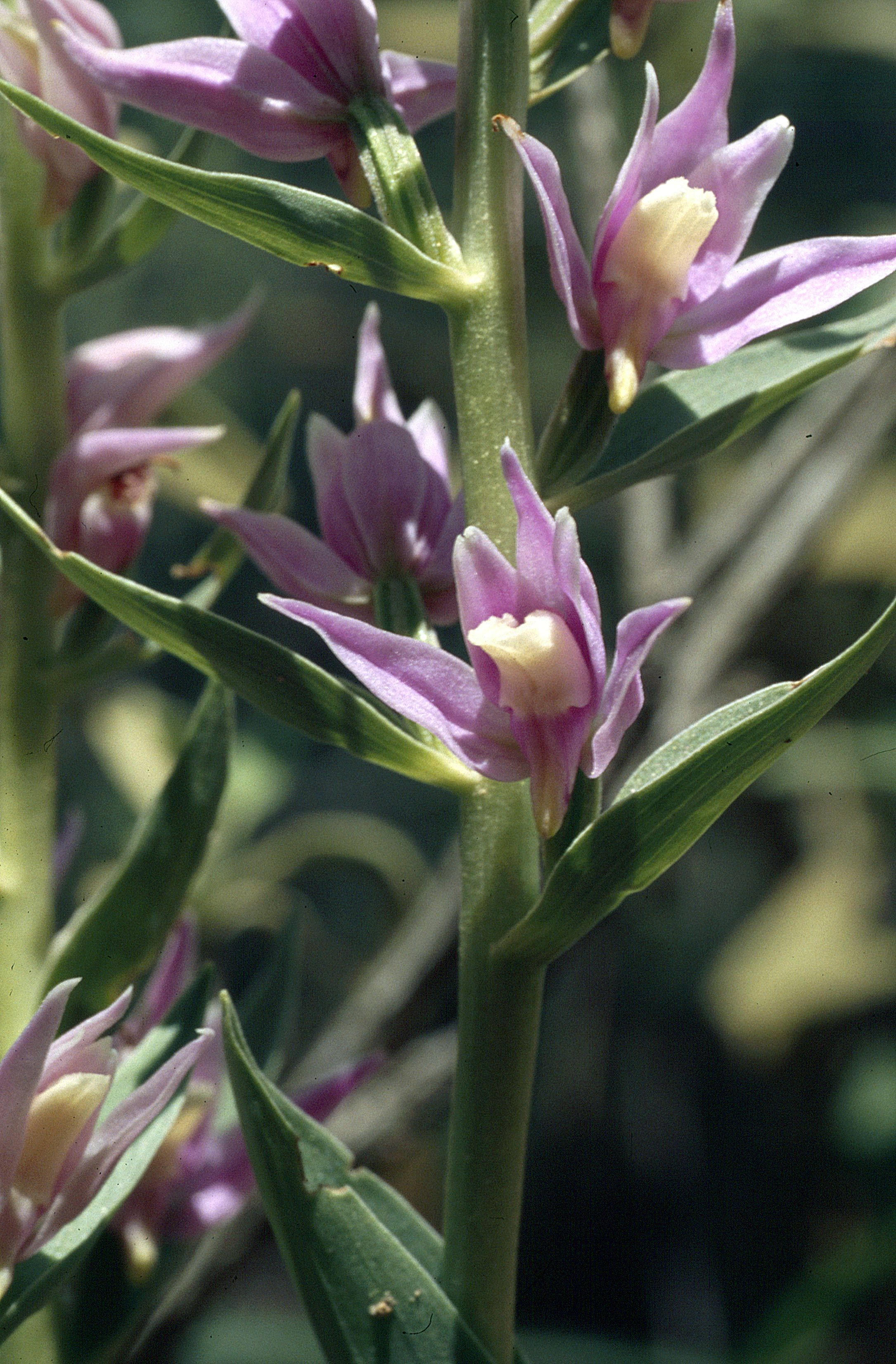
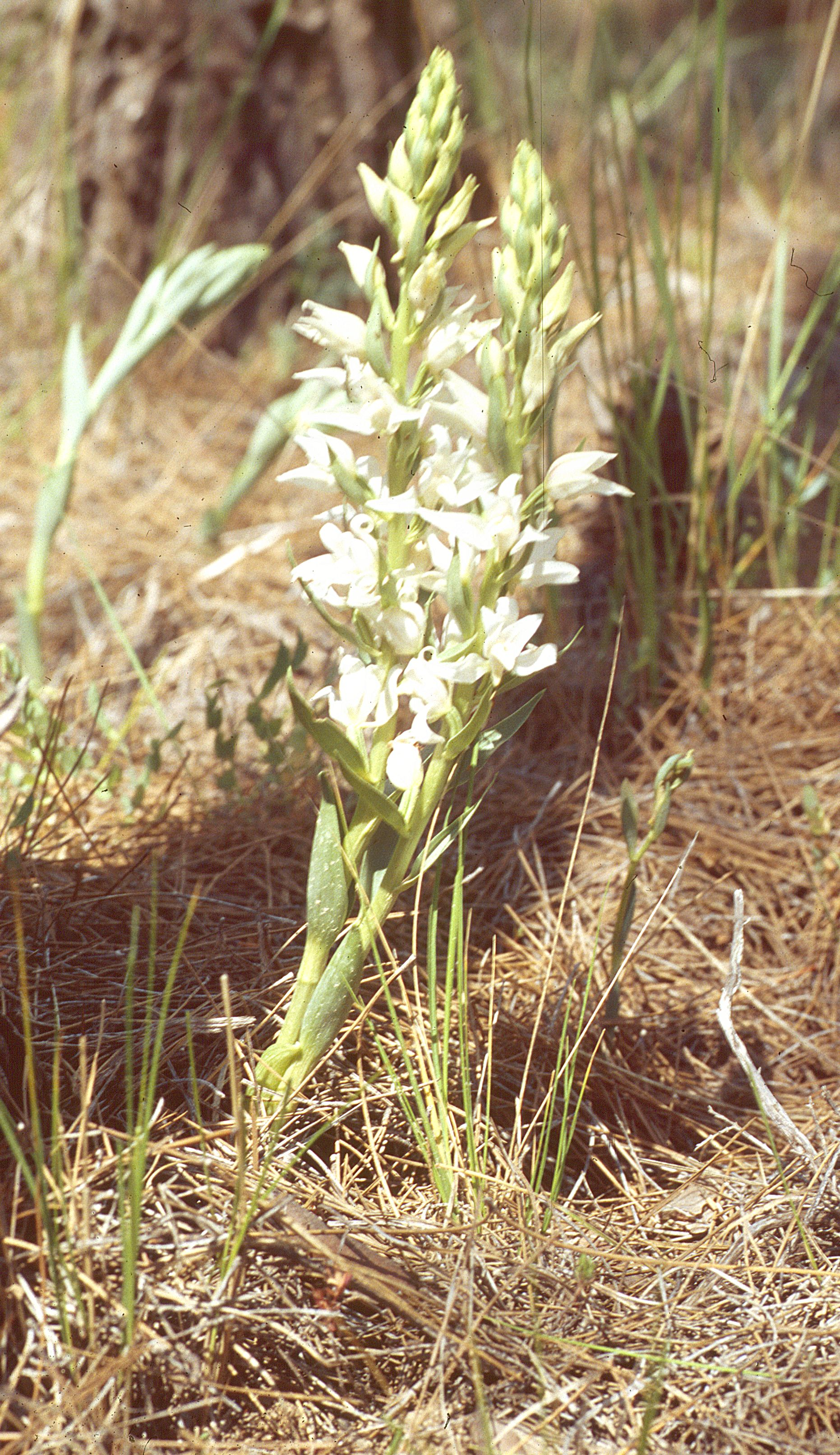
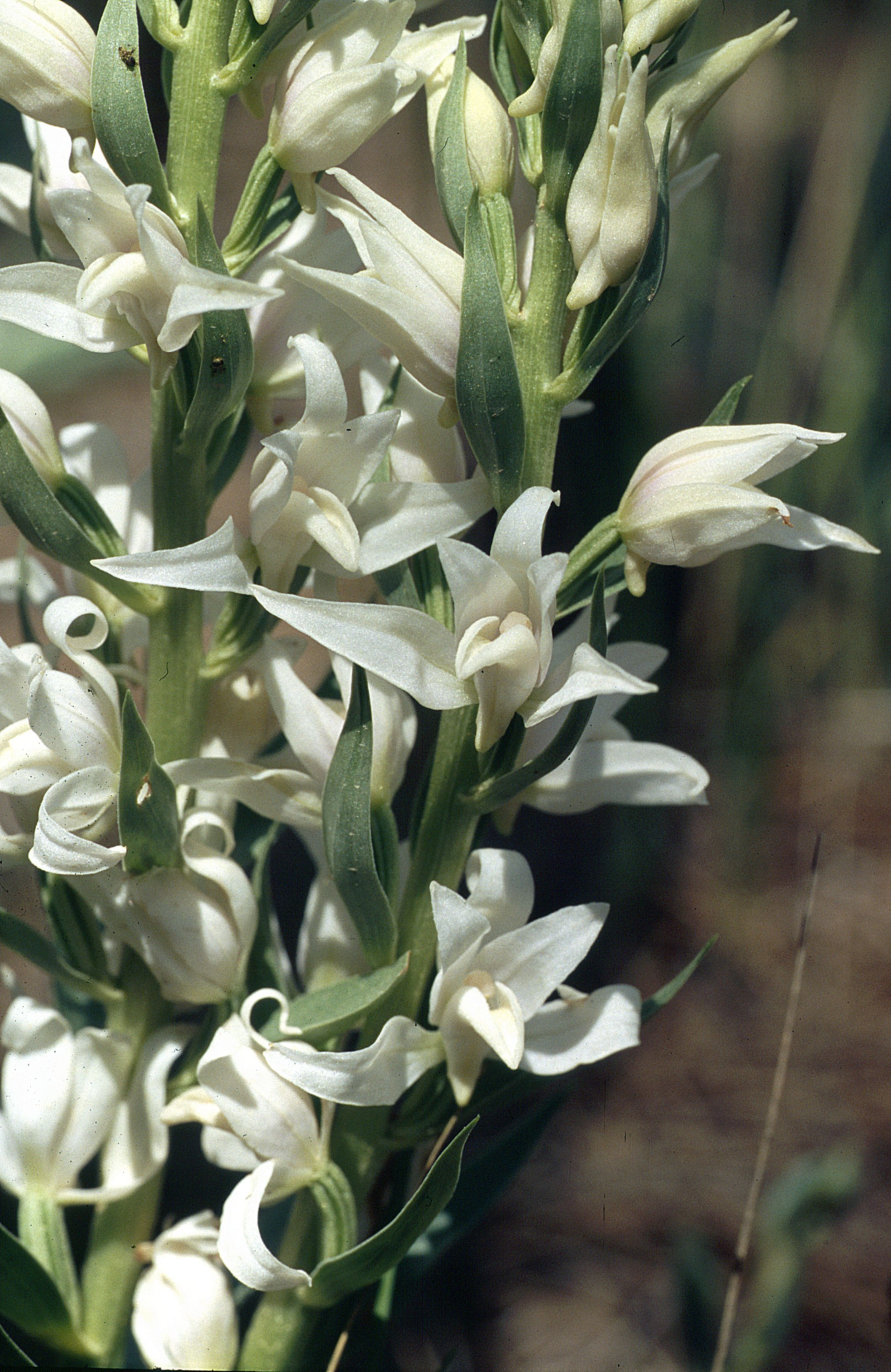
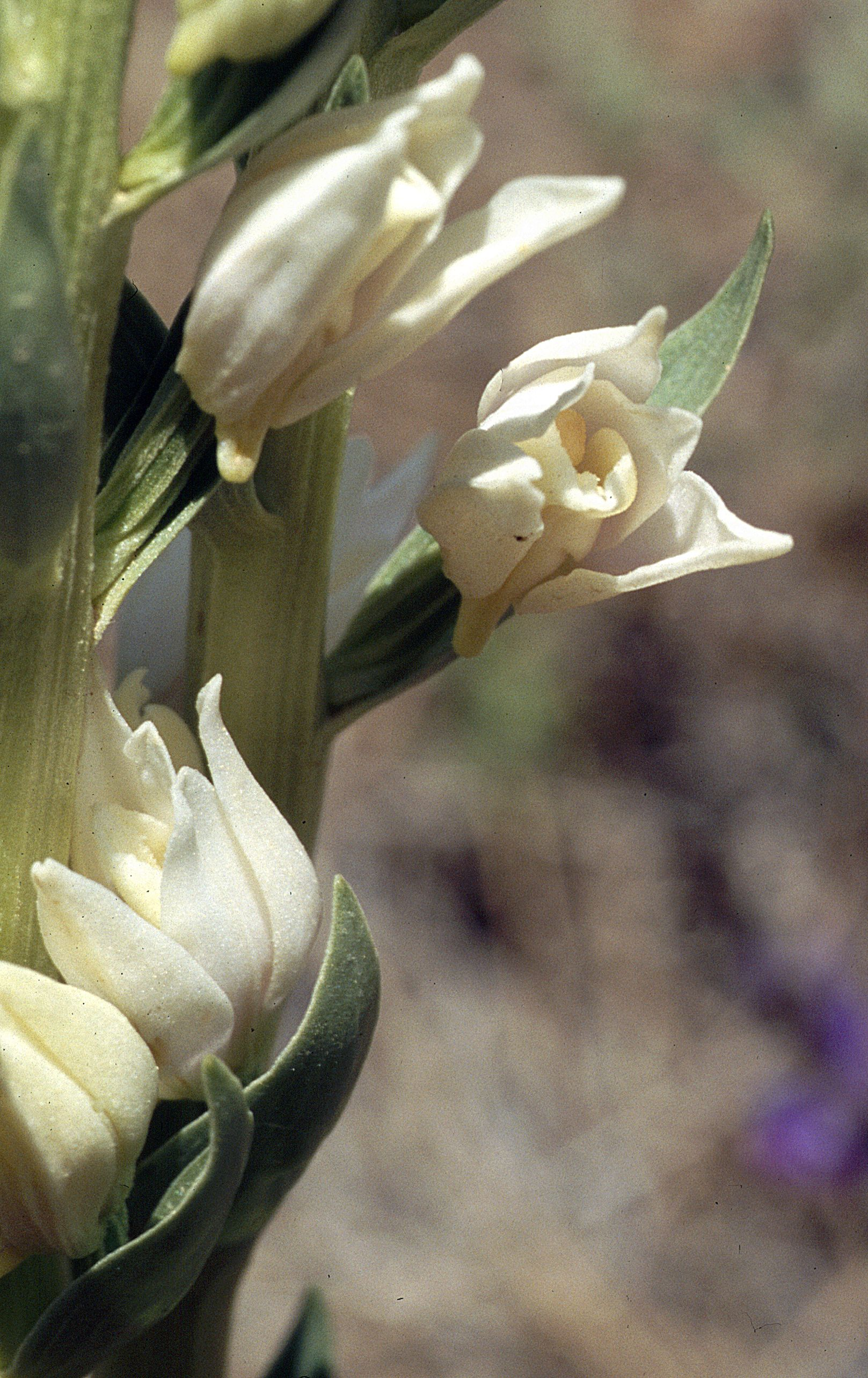

## Habitat et répartition
Elle est originaire du Moyen-Orient, présente du sud-est de la Turquie jusqu'à l'ouest de l'Iran, en passant par le Caucase et le nord de l'Irak. En Irak, elle pousse au milieu des chênes et des genévriers de montagne, également dans la forêt de pins, à une altitude de 800-1 350(-2 100) m ; la floraison et la fructification ont lieu de mars à juin. Elle est assez commune dans la zone forestière inférieure de l'Irak, occasionnel dans la forêt supérieure et dans les zones inférieures à buissons épineux.